# Alaba incerta
Alaba incerta är en snäckart som först beskrevs av d'Orbigny 1842.  Alaba incerta ingår i släktet Alaba och familjen Litiopidae. Inga underarter finns listade i Catalogue of Life.